# Shanna McCullough
Pour les articles homonymes, voir McCullough.
Shanna McCullough, née le 1er avril 1960 à San Francisco, est une actrice pornographique américaine.

## Biographie
Née au sein d'une famille nombreuse, McCullough commença à jouer la comédie au lycée en se produisant avec la troupe de théâtre de son école. Après avoir obtenu son diplôme, elle entreprit des études universitaires et décrocha un diplôme de comptabilité. Ensuite, elle commença à travailler pour son père comme électricienne.
En 1982, McCullough remarque une petite annonce dans un journal régional qui recherchait des actrices pour des films coquins. Elle tourna une première vague de films X entre 1982 et 1989 avant d'annoncer la fin de sa carrière. Toutefois, comme certaines autres actrices dans la profession, elle revint sur sa décision et repris sa carrière en 1991. Elle est encore en activité (2010) dans le style MILF, ce qui fait de McCullough une vétéran du X.
Elle obtint divers AVN Awards et fait partie du XRCO Hall of Fame et de l'AVN Hall of Fame.

## Récompenses
- 1988 : AVN Award Meilleure actrice dans une vidéo (Best Actress - Video) pour Hands Off[4]
- 1997 : AVN Award Meilleur second rôle féminin dans un film (Best Supporting Actress - Film) pour Bobby Sox[5]
- 1999 : AVN Award Meilleure actrice dans un film (Best Actress - Film) pour Looker[6]
- 2000 : AVN Award Meilleur second rôle féminin dans une vidéo (Best Supporting Actress - Video) pour Double Feature[7]
- AVN Hall of Fame
- XRCO Hall of Fame